# IRIS Déna
IRIS Dena 75 ( persan : ناوشکن دنا) est une frégate de classe Moudge de la flotte du sud de la Marine de la République islamique d'Iran, nommée en référence au massif montagneux Dena.

## Description
Ce navire est connu sous le nom de ناوشکن. Dena pèse environ 1 300 - 1 500 tonnes, sa longueur est de 94 mètres et sa largeur de 11 mètres. Comme les autres frégates indigènes de la classe Mudge, il dispose d'un pont pouvant accueillir un hélicoptère,.
Le Déna est le premier navire de guerre iranien équipé de 4 moteurs de facture locale, «Bonyan 4». Chaque moteur développe 5 000 chevaux soit 20 000 chevaux au total. Un système de propulseur transversal se trouve à l'avant pour améliorer ses manœuvres.

### Armement
En comparaison avec les navires de même classe (Moudge), le nombre de missiles mer-mer, est porté à quatre.
Le système de conduite de tir de Dena est capable de suivre 40 cibles et d'en combattre cinq simultanément.
Son armement se compose de 4 missiles antinavires Qader, d'un canon naval Fajr-27 de 76 mm, d'un canon Fath-40 AA de 40 mm, de deux canons Oerlikon de 20 mm, de deux mitrailleuses de 12,7 mm, de deux lance-torpilles triples de 533 mm et d'un radar « Asr » d'une portée de 300 km.

## Mission
En 2022-2023, les corvettes Dena et Makran formant la 86e flotte navale ont effectué une mission autour de la planète, ce qui est historique pour la marine iranienne,. En 2024 le navire participe à l'Exercice naval multilatéral Milan.